# Wegeleben
Wegeleben – miasto w Niemczech, w kraju związkowym Saksonia-Anhalt, w powiecie Harz, siedziba gminy związkowej Vorharz. Leży na wschód od Halberstadt.

## Burmistrzowie
- 1990–1996 Werner Willecke (CDU)
- 1996–2003 Thomas Kreutzer (CDU)
- od 2003 Hans-Jürgen Zimmer (CDU)